# San Pedro Tapanatepec
San Pedro Tapanatepec es una localidad del estado de Oaxaca, México, en la región del Istmo de Tehuantepec, dentro del Distrito de Juchitán, cabecera municipal del municipio del mismo nombre.

## Tiponomía
El nombre original es Tlapanatepec, que se compone de tlapana "quebrar", tepetl "cerro" y de c "en" y significa "En el cerro quebrado".<!R0>

## Historia
La localidad de San Pedro Tapanatepec (Oaxaca) fue fundada en el año 1669.
- 1669: 23 de abril se funda San Pedro Tapanatepec, sus primeros pobladores fueron descendientes de la raza mixe y zoque está ubicado en el extremo sur de la parte oriental del estado de Oaxaca.
- 1825: San Pedro de Tepana pertenece al partido de Tehuantepec.
- 1826: Se registra como San Pedro Tapana o Tapanaltepec que pertenece al partido de la Villa de Tehuantepec.
- 1844: San Pedro Tapana es poblado de la parroquia de Zanatepec, subprefectura de Juchitán, distrito de Tehuantepec.
- 1852: Construcción del templo católico.
- 1858: San Pedro Tapana pertenece al distrito de Juchitán.
- 1869: Construcción de la casa municipal.
- 1891: Se registra como San Pedro Tapanatepec, ayuntamiento del distrito de Juchitán.

Además, en esta localidad conviven, zapotecos y zoques.

## Fundación
Tapanatepec se funda el 23 de abril del año de 1669. Anteriormente, los nativos de esta zona se agrupaban en “Pueblo viejo” que entonces debe haber sido el asentamiento de Tapanatepec, y seguramente pusieron mucha oposición al separarse de su núcleo de población, los misioneros procedieron a tramar la estrategia para convencer a los indígenas renuentes, preparando la evidencia de un indio leñando en la falda de una loma próxima al río Novillero se encontró un burro suelto con un gran lienzo enrollado en el lomo y, sumamente sorprendido por tan singular hallazgo en despoblado, se apresuró a conducirlo a presencia de los religiosos, quienes procedieron a desenrollar el lienzo que resultó contener estampada la imagen de San Pedro Apóstol, la cual fue instalada en una improvisada y rústica capilla para su adoración.